# Strom (Bremen)
Strom (Plattdeutsch Stroom) ist seit 1945 ein Ortsteil von Bremen und gehört direkt – ohne Stadtteilebene – zum Bremer Stadtbezirk Süd.

## Geografie
Der Ortsteil Strom liegt etwa 5 km vom Stadtzentrum entfernt auf der linken Seite der Weser.
Strom durchfließt die Ochtum in Ost-West-Richtung, die im Ortsteil Ochtum an der Grenze zu Seehausen in die Weser mündet.
Die benachbarten Stadtteile/Ortsteile sind im Norden Seehausen, im Nord-Osten Rablinghausen und Woltmershausen, im Süden Huchting sowie im Südwesten die Stadt Delmenhorst insbesondere mit ihren Ortsteilen Schohasbergen, Hasbergen, Neuendeel, Sandhausen und Deichhausen und im Westen die Gemeinde Lemwerder insbesondere mit ihren Ortsteilen Ochtum, Altenesch, Deichshausen, Braake und Tecklenburg. Im Westen befindet sich die marschige Landschaft Stedingen im  oldenburgischen Landkreis Wesermarsch.

## Geschichte

### Name
Um 1250 gab es das Dorf Hardenstrom. Dieser Name  kann als starke Strömung der Ochtum gedeutet werden. Am Ende des 16. Jahrhunderts wurde erstmals der Name Strom urkundlich erwähnt.

### Mittelalter
Das Dorf Strom hinter dem Ochtumdeich umfasst die Gebiete Stellfeld, Wiedbrook, Hove, Malswarden und Hardenstrom, die als Feldmark Hardenstrom zusammengefasst wurden. Strom gehörte zum  Bremer Kirchspiel St. Martini. Die Wüstungen Stelle (genannt 1187) und Malswarden (um 1200 Molswerde) aus dem Kirchspiel Seehausen kamen als Dörfer am Ende des Mittelalters hinzu.
Im 11. – 13. Jahrhundert wurde das Goh Vieland durch Entwässerungsgräben und Deichbau kultiviert und 1158 gestattete Kaiser Friedrich Barbarossa die Bebauung des Vielandes.
Das Bistum Bremen erhielt 1180 die Landesherrschaft.

### Neuzeit
Der Winkelhof, bis dahin im Besitz eines Komturs des Deutschen Ordens, kam 1583 in den Besitz Bremens. Seit 1598 wurde das Gebiet in Ober- und Niedervieland getrennt.
1750 kam Strom zum Kirchspiel Rablinghausen. 1812 hatte es 211 Einwohner. Strom erhielt 1848 eine kleine Nebenschule mit einer Klasse und 18 Schülern. Ein neues Schulgebäude wurde am Stromer Deich 40 gebaut. Die Chaussee von Rablinghausen bis nach Strom wurde 1874 gebaut und kurz danach eröffnete die Gaststätte Zur Ochtumbrücke. 1877 gab es eine Löschgemeinschaft, die zur Pflichtfeuerwehr wurde. Strom hatte nun rund 400 Einwohner. Die einklassige Schule kam 1889 zur Gemeinde. Der Neubau der Schule Strom mit zwei Klassenräumen entstand 1910 an der Stromer Landstraße 26a nach Plänen des Baumeisters Max Fritsche. Die Straße nach Brokhuchting wurde 1911 geklinkert und die Brücken über die Ochtum bei Sandhausen und Steding wurden 1924 bzw. 1937/39 gebaut sowie die Stromer Landstraße ausgebaut.

### Nach 1945
1945 wurde Strom in die Stadt Bremen eingemeindet. Erster Amtsleiter des Ortsamtes war Hermann Mester, der ab 1946 als Senator tätig war. Die Pflichtfeuerwehr wurde 1948 zur Freiwilligen Feuerwehr umgewandelt und erhielt 1964 ein neues Feuerwehrhaus und ein neues Löschfahrzeug.
Der Ort erhielt 1955 Anschluss an die städtische Trinkwasserversorgung. Er war 1962 auch von der  großen Sturmflut betroffen. Deshalb wurde das Sperrwerk an der Ochtum bis 1979 gebaut. Die großen Stromleitungen entstanden 1963 und 1977 und das Siel- und Schöpfwerk »Mühlenhausen« 1967. Die Schule wurde 1977 zur Grundschule der Klassen 1 bis 4. Der Bau des Güterverkehrszentrums zwischen Seehausen und Strom 1983 zieht viel Verkehr durch den ländlichen Ortsteil.

### Einwohnerentwicklung
| Jahr | Einwohner |
| ---- | --------- |
| 1812 | 211       |
| 1855 | 298       |
| 1905 | 403       |
| 1955 | 618       |
| 1999 | 410       |

## Politik und Verwaltung

### Beirat
Der Beirat Strom tagt regelmäßig und in der Regel öffentlich im Ortsamt oder in anderen Einrichtungen wie z. B. Schulen. Der Beirat setzt sich aus den auf Stadtteilebene gewählten Vertretern der politischen Parteien oder Einzelkandidaten zusammen. Die Beiratswahlen finden alle vier Jahre statt, gleichzeitig mit den Wahlen zur Bremischen Bürgerschaft. Der Beirat diskutiert über alle Belange des Stadtteils, die von öffentlichem Interesse sind, und fasst hierzu Beschlüsse, die an die Verwaltung, die Landesregierung und die Stadtbürgerschaft weitergeleitet werden. Für seine Arbeit bildet er Fachausschüsse. Dem Beirat stehen für stadtteilbezogene Maßnahmen eigene Haushaltsmittel zur Verfügung.

### Ortsamt
Das Ortsamt Strom ist seit 1946 eine örtliche Verwaltungsbehörde. Es unterstützt den Beirat bei seiner politischen Arbeit. Es soll bei allen örtlichen Aufgaben, die von öffentlichem Interesse sind, mitwirken. Es wird von einem vom Beirat vorgeschlagenen und vom Senat bestätigten ehrenamtlichen Ortsamtsleiter geführt.
Ortsamtsleiter ist seit 2011 Wilfried Frerichs.

## Öffentliche Einrichtungen

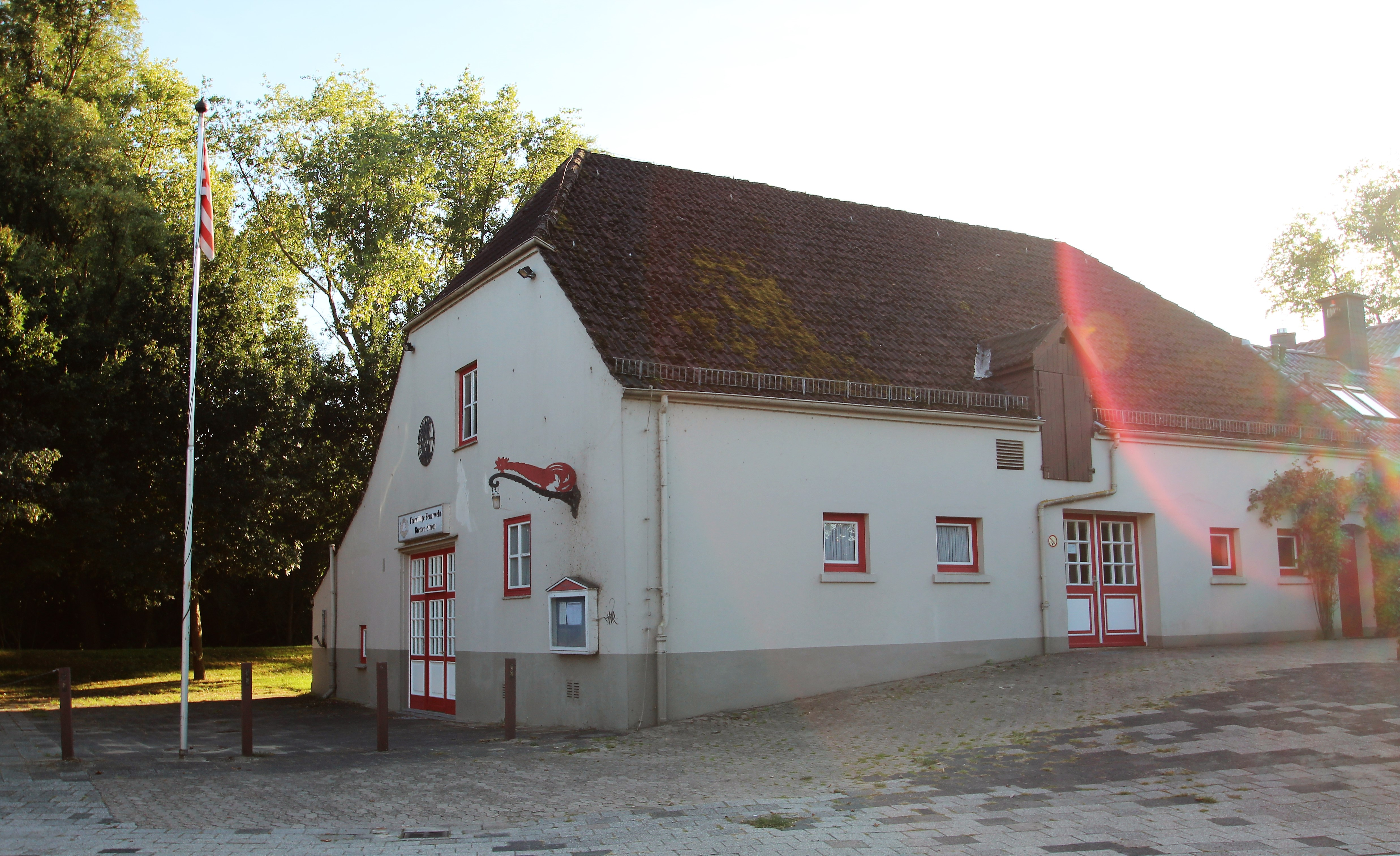
Freiwillige Feuerwehr Strom

### Allgemein
- Ortsamt Strom
- Freiwillige Feuerwehr Bremen-Strom, Stromer Landstraße 20[6]

### Schule
- Grundschule Strom

### Sport
- Rad- und Sportverein Strom von 1906

## Wirtschaft und Verkehr

### Wirtschaft
Strom ist wesentlich durch die Landwirtschaft geprägt und Wohnstandort der Bremer.

#### Güterverkehrszentrum
Abseits der Wohnbebauung entwickelte sich seit 1985 auf Gebieten der Ortsteile Seehausen und Strom sowie des Stadtteils Häfen das Güterverkehrszentrum (GVZ) Bremen. Das GVZ umfasst knapp 500 Hektar Fläche, die zur Hälfte belegt worden ist. Hier beschäftigen rund 150 Unternehmen über 8000 Beschäftigte. Die Hallenfläche für Logistik, Produktion und Großhandel umfassen eine Fläche von 1,2 Mio. m². Zu den größeren Unternehmen gehört das Postfrachtzentrums DPD Deutscher Paket Dienst. Die GVZ Entwicklungsgesellschaft Bremen mbH ist der Interessenvertretung der Firmen. Das größte Hochregallager Europas ist hier angesiedelt. Seit der Gründung des GVZ wird es nach einer Rankingtabelle einer ILS-Studie auf dem ersten Platz geführt.
Das GVZ wird durch die Schiene und die Autobahn 281 direkt erreicht.

### Verkehr
Busse
Mit der Buslinie 61 der Bremer Straßenbahn AG (BSAG) werden Rablinghausen, Strom und Sandhausen verbunden. In Längsrichtung wird der Ortsteil durch die Stromer Landstraße erschlossen, die in östlicher Richtung nach Woltmershausen und zur Neustadt und in westlicher Richtung zu den Ortsteilen Deichhausen und Sandhausen der Stadt Delmenhorst führt.
Straße
Die 2014 fertiggestellte Bundesautobahn 281 führt direkt am Güterverkehrszentrum von Woltmershausen in Richtung Seehausen und mit einer Anbindung Richtung Deichhausen und Altenesch. Sie soll die parallel verlaufende Stromer Landstraße entscheidend entlasten. Ein neuer Teil der Bundesstraße 212 zwischen GVZ/Landesgrenze Bremen Richtung Huntebrück soll ebenfalls zur Verkehrsberuhigung im Ortsteil führen.
Rad- und Wanderwege
In Strom und Seehausen wird Strom durch den Radweg an der Stromer Landstraße erschlossen der in westlicher Richtung nach Deichhausen, Sandhausen und Delmenhorst führt. Von Strom führt bei der Landesgrenze eine Straße nach Seehausen mit dem beliebten Radweg auf dem linken Weserdeich, der vom Vorhafen Neustadt bis zum Sporthafen Hasenbüren und dem Ochtum-Sperrwerk führt. Verbindungen bestehen zur Marschenlandschaft Niedervieland. Huchting wird durch die noch ungenügende Wegeverbindung der Brokhuchtinger Landstraße durch die Ochtumniederung erreicht.

### Straßennamen
- Die Stromer Landstraße ist eine lokale Straßenbezeichnung.
- Die Wiedbrokstraße in der früheren Feldmark des Dorfes Stelle lag in einem Weidenbruch.
- Die Weißefeldstraße kann aus einer topografischen Landbezeichnung stammen.
- Die Brokhuchtinger Landstraße führt zum früheren Dorf Brokhuchting im heutigen Ortsteil Mittelshuchting. Das Bruchland wurde 1062 als der Huchtingebroch und 1355 als Bruchuchtinghe erwähnt.
- Der Stellfeldsweg kommt aus einer landwirtschaftlichen Bezeichnung und der Meentheweg könnte sich aus einem Besitzernamen ergeben haben.

#### Straßen im GVZ
- Die Albert-Bote-Straße wurde nach dem Baumwoll-Unternehmer und Politiker (NLP, DVP, BDV, FDP) Albert Bote benannt.
- Die Ludwig-Erhard-Straße verdankt ihren Namen dem früheren Wirtschaftsminister und Bundeskanzler Ludwig Erhard.
- Die Merkurstraße hat ihren Namen von dem römischen Götterboten Merkur.
- Die Senator-Mester-Straße erhielt den Namen nach Hermann Mester, in Strom geborener Landwirt, Amtsvorsteher, Politiker (SPD) und Bremer Senator.

## Persönlichkeiten
- Frank Imhoff (* 1968), Landwirt und Politiker (CDU), seit 1999 Abgeordneter und seit Juli 2019 Präsident der Bremischen Bürgerschaft
- Hermann Mester (1888–1973), Landwirt, Politiker (SPD), Mitglied der Bremer Bürgerschaft (1920–1933 und 1946–1955), Ortsamtsleiter und Senator (1946–1949)